# Televisió Espanyola
Televisió Espanyola (TVE; en castellà Televisión Española) és l'empresa estatal pública d'Espanya, i pertany a Radiotelevisión Española. Va ser creada com a canal de televisió el 28 d'octubre de 1956, i posteriorment ha anat creant més canals. Les emissions de TVE estan presents arreu del món via satèl·lit i a través dels principals operadors de cable d'Europa, Amèrica i Àsia.
En els últims 22 anys, la gestió de TVE no ha costat diners al contribuent, però el dèficit comptable generat a partir de l'aparició dels canals de televisió privats va haver d'ésser pagat amb subscripcions de deute que la banca privada espanyola va assumir amb la garantia de l'Estat i que ara l'Estat assumirà als pròxims exercicis pressupostaris.
Des de l'1 de gener de 2010 es finança a través de subvencions públiques i impostos directes sobre els operadors privats de televisió i telefonia, per la qual cosa va abandonar el mercat publicitari. Espanya és un dels pocs estats de la Unió Europea on els ciutadans no paguen un cànon per a subvencionar de manera parcial o total la radiotelevisió pública.

## Història
La primera demostració de televisió a Espanya es remunta a les 12:45 del 10 de juny de 1948, durant una exhibició de tecnologia a la fira internacional de mostres celebrada al Palau de Montjuïc de Barcelona, on la casa Philips Ibérica instal·là una càmera unida per cable a un monitor situat a trenta metres. Enriqueta Teixidó i Enrique Fernández van ser els primers locutors espanyols que van aparèixer en pantalla. A partir d'aquesta data es fan diferents proves tècniques i el 1952, utilitzant equips cedits per la casa Marconi i amb personal tècnic pertanyent al Laboratori Electrònic de la Direcció General de Radiodifusió, del Ministeri d'Informació i Turisme creat recentment, se celebra la primera retransmissió esportiva: amb tres càmeres voluminoses i locució de Matías Prats, es televisa el partit de futbol entre el Madrid i el Racing de Santander, que es va celebrar a l'antic estadi madrileny de Chamartín. Una vintena d'alts càrrecs van tenir el privilegi de contemplar-lo. Les proves tècniques varen continuar fins que el 28 d'octubre de 1956 s'inaugura la programació diària, dia que es considera el del començament de les emissions de televisió a Espanya.
El ministre fundador de TVE, el conservador Gabriel Arias Salgado, és destituït el 1962 i en la seva substitució és nomenat el jove Manuel Fraga Iribarne, que potencia els continguts televisius, que es basaven en musicals, informatius, dramàtics, pel·lícules i sèries televisives estatunidenques. Molt lentament comencen a emetre's espots publicitaris, primer en directe (1957; panell de Winston rere els presentadors Ramsy James i Jesús Álvarez en un programa musical on intervenien "Los Holandeses Voladores") i posteriorment arribarien els espots filmats (1958; el primer espot filmat emès a TVE va ser el d'un rellotge Omega Sea Master, amb la música d'"El Buque Fantasma" de fons, a l'inici i final de "Los Viernes, Concierto").
Fins a l'arribada del video-tape, cap als voltants de 1963, que permetria la gravació i posterior emissió de la programació, tota la producció es realitzava als estrets estudis del Passeig de l'Havana de Madrid i amb excepció dels espais filmats, en rigorós directe. El 1964 s'inauguraren uns espais més grans a Prado del Rey (Madrid).
A partir de 1959 s'havien iniciat les connexions entre Madrid i Saragossa, Barcelona, Bilbao, València, Sevilla, Santiago de Compostel·la, etc., mitjançant l'enllaç hertzià: la televisió començava a ser una referència de modernitat a tot el territori espanyol.
El 15 de novembre de 1966 va aparèixer un segon canal de TVE (TVE 2), coneguda al principi com l'UHF, perquè per a la seva emissió utilitzava aquesta banda de radiofreqüències. A TVE 2 s'hi emitien els continguts culturals, esportius i de servei públic de baixa audiència, cosa que permetria en un futur que TVE entrés en el camí de la competència per l'audiència.
L'any 1969, TVE estrena les emissions en PAL, cosa que tècnicament li permetia emetre programes en color. No obstant això, la falta d'infraestructura, principalment la falta de càmeres i magnetoscopis en color, va retardar la producció regular en color fins a l'any 1973.
La primera producció de TVE en color d'importància (no la primera retransmissió) va ser, no obstant això, el mateix 1969. El Festival d'Eurovisió d'aquell any, que es va realitzar al Teatro Real de Madrid, va ser amb un equip en color prestat des de l'estranger. No obstant això, tot i que per a l'exterior (països europeus, i via satèl·lit per a Xile, Puerto Rico i Brasil) es realitzava a tot color, l'emissió dins del territori espanyol i la còpia en magnetoscopi que es conserva a l'arxiu de TVE són en blanc i negre.
Entre 1969 i 1973 es realitzen algunes produccions en color gràcies a càmeres de cine, però són esporàdiques. El 1973 arriben les primeres càmeres i magnetoscopis en color, provocant que la programació fos mixta entre programes de color i en blanc i negre. La supressió definitiva del blanc i negre arribaria el 1977, quan ja es va fer tota la programació en color.

Fins a la Constitució Espanyola de 1978, la televisió a Espanya no tenia cobertura jurídico-legal. La seva missió va quedar definida per l'article 20, que protegeix el dret «a comunicar o rebre lliurement informació veraç per qualsevol medi de difusió».

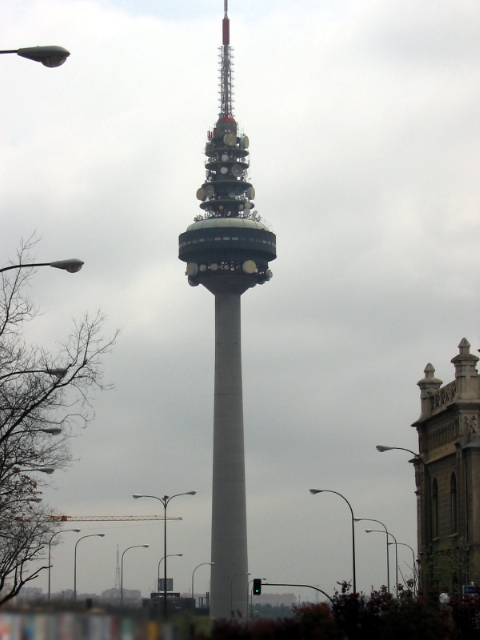
Imatge de Torrespaña (coneguda popularment com El Pirulí). La torre no és propietat de TVE, sinó de retevisión.

L'1 de gener de 1986 s'inauguren les emissions matinals amb el programa Buenos días. El 14 de desembre de 1988, amb la vaga general del 14-D, els treballadors de RTVE tallen l'emissió i ajuden a aconseguir un èxit sense precedents en la història sindical espanyola, si bé varen incomplir l'obligació de servei públic mínim que han de prestar per llei a la societat. Durant l'any 1988, TVE inaugura els estudis Buñuel de Madrid (antigament els estudis Bronston de cine), en els quals hi ha el segon plató de televisió més gran d'Europa (en aquell moment era el més gran), amb 2.500 metres quadrats d'extensió. Aquests estudis van servir d'ajuda als de Prado del Rey per a la realització de programes.
Després de la Llei de Televisió Privada es va liberalitzar el mercat televisiu d'Espanya i es varen crear els primers canals privats (Telecinco, Antena 3 i Canal+), l'any 1990. Ben aviat arribaria la televisió per satèl·lit a Espanya, i RTVE va voler liderar-ne el desenvolupament amb els seus primers canals temàtics Teledeporte i Canal Clásico, el primer encara existent, i que van emetre durant un temps en obert (excepte durant l'etapa de Cotelsat, el 1994). A més, des del 1989 emetia el canal TVE Internacional.
Amb la creació de la plataforma digital Vía Digital, avui integrada a Digital+ juntament amb Canal Satélite Digital, TVE va seguir apostant pels canals temàtics i expressament per a "Vía" va sumar a l'oferta de Teledeporte i Canal Clásico els canals Alucine, Cine Paraíso, Grandes Documentales Hispavisión, Canal Nostalgia i Canal 24 horas; aquest últim encara emet. També es projectaren un Canal Todo Toros, que mai va arribar a estrenar-se (s'integrà com a franja del canal "Gran Vía) i Mundo Musical, que s'havia de dedicar a la música moderna, complementant a Canal Clásico.
Amb l'arribada de la TDT, Televisió Espanyola s'ha convertit en el principal motor del desenvolupament de la televisió digital a Espanya. En aquesta primera etapa d'implantació disposa de La 1, La 2, 24 horas, Teledeporte, Clan TVE i TVE HD. Via satèl·lit i cable també es pot veure la generalista TVE Internacional.
El canal d'alta definició de TVE, TVE HD, va començar les seves emissions el 8 d'agost de 2008 coincidint amb la celebració dels Jocs Olímpics d'Estiu de 2008 celebrats a Pequín. El canal va estar disponible durant la celebració dels Jocs a Digital+, tot i que des del 2010 està disponible a tot el territori d'Espanya a través de la TDT.

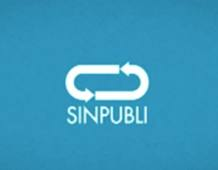
Imatge del logotip que acompanya a tots els continguts que emeten sense talls publicitaris.

Amb l'arribada de l'any 2010, l'1 de gener va desaparèixer la publicitat de tots els canals de TVE (igual com altres canals públics europeus com la BBC o France 2). TVE només pot emetre autopromocions, comunicacions institucionals, campanyes electorals, campanyes divulgatives de caràcter social i anuncis que formin part indivisible de certs programes (com per exemple, patrocinadors d'esdeveniments esportius) i en tot cas no pot cobrar per ell. A més, s'elimina la possibilitat que TVE pugui tenir canals de pagament per TDT com els operadors privats.
El 3 d'abril de 2010 es va completar l'apagada analògica, per la qual cosa les emissions de La 1 i La 2 per aquest mitjà van cessar definitivament, i des d'aquest moment tots els seus canals s'emeten a través de la TDT.

## Logotips
| Primer logo de TVE | TVE (1960-1991) | TVE (1991-2008) | Logo actual       |
| 1956 - 1962        | 1962 - 1991     | 1991 - 2008     | 2008 - Actualitat |
| ------------------ | --------------- | --------------- | ----------------- |

## Canals de TVE
Televisió Espanyola agrupa per a l'emissió dins del seu territori espanyol dos canals generalistes i uns altres cinc de temàtics, dels quals un s'emet en alta definició. Tots els canals es poden veure per la TDT i per plataformes de satèl·lit i cable.
| Logo              | Descripció de la seva programació | Inici d'emissions      |
| ----------------- | --- | ---------------------- |
| La 1              | La 1: (antigament coneguda com a La Primera i amb anterioritat com TVE1) És un canal generalista que conté principalment sèries espanyoles i llatinoamericanes, cine (sobre tot estatal i nord-americà), magazins i reportatges d'actualitat, informatius i algunes de les competicions esportives més populars. És el primer canal de televisió creat a Espanya (1956) i actualment el canal líder d'audiència. | 28 d'octubre de 1956   |
| La 2              | La 2: (antigament coneguda com a La Dos i amb anterioritat com TVE2 o la UHF) És un canal de caràcter cultural i d'atenció al ciutadà que emet una programació composta per espais de cultura i ciutadania, sèries nord-americanes, documentals, cinema espanyol i europeu, reportatges i debats, informatius alternatius, culturals i musicals. Ofereix una televisió alternativa als canals generalistes.      | 1 de gener de 1965     |
| Clan              | Clan: (antigament coneguda com a Clan TVE) És un canal temàtic principalment infantil, tot i que també emet programació juvenil durant la nit i sèries repetides de TVE a la matinada. La seva programació és quasi completament de ficció (animada o no). | 12 de desembre de 2005 |
| Teledeporte       | Teledeporte: Canal temàtic que emet competicions esportives que no poden ser emeses en directe per La 1, o que són molt minoritaris i d'escassa audiència. A més produeix resums de les jornades esportives. | 14 de febrer de 1994   |
| 24h               | 24h: Canal temàtic de notícies creat el 1997, que emet informatius cada mitja hora, espais de debat i anàlisi, entrevistes, magazines d'actualitat i reportatges emesos en altres canals de Televisió Espanyola. | 15 de setembre de 1997 |
| TVE Internacional | TVE Internacional: És el senyal internacional de Televisió Espanyola per a l'emissió de continguts televisius a l'estranger, creat el 1989. Transmet programes de La 1, La 2 i 24h. Es divideix a la vegada en tres senyals (Amèrica, Europa i Àsia) i està disponible per satèl·lit. | 1 de desembre de 1989  |

### Canals desapareguts
Al llarg de la història Televisió Espanyola ha tingut altres canals temàtics que varen desaparèixer posteriorment. Els primers estaven integrats dins la plataforma TVE Temática i varen néixer per a complementar l'oferta de la plataforma de pagament Vía Digital al satèl·lit Hispasat. De tots aquests canals inaugurats el 15 de setembre de 1997, només perdura el canal 24 Horas. Altres canals temàtics naixerien posteriorment, o bé per la reconversió de canals anterior, o per a ser estrenats en TDT (que començà a emetre el 2005). Des de la llei de finançament de TVE aprovada el 2009, la cadena pública té prohibit emetre canals de pagament. Els dos últims canals d'aquest estil, Cultural·es i Canal Clásico, varen cessar les seves emissions el setembre de 2010 després de cancel·lar-se els inicis de les seves emissions per TDT.
| Logo          | Descripció de la seva programació | Inici d'emissions                    | Fi d'emissions                            |
| ------------- | --- | ------------------------------------ | ----------------------------------------- |
|               | Canal Alucine: Basat en el programa de La 1 Alucine, la seva programació consistia en cine i sèries de terror, ciència-ficció i fantasia. El canal va desaparèixer el setembre de 2000 per les seves discretes audiències i dins de la política de reducció de costos de RTVE. | 15 de setembre de 1997               | Setembre de 2000                          |
|               | Cine Paraíso: Basava la seva programació en l'emissió de cine clàssic, films d'estil familiar i sèries històriques. Va desaparèixer l'any 2000 per les mateixes raons que el Canal Alucine. | 15 de setembre de 1997               | Setembre de 2000                          |
|               | Canal Toros: Canal temàtic centrat exclusivament en la tauromàquia que es va emetre com a franja horària del canal Gran Vía de la plataforma Vía Digital. La seva fi d'emissions es va produir el 2002. | 25 d'abril de 1998                   | 2002                                      |
|               | Canal Nostalgia: La seva programació es basava en els arxius de TVE, rememorant programes i sèries de producció pròpia de tota la seva història i altres esdeveniments informatius, esportius o musicals com els festivals OTI o Eurovisió, entre d'altres. A mitjans de 2005 s'anuncià la seva desaparició de les plataformes de pagament, tot i que oficialment va seguir en la producció de continguts fins a la seva substitució per TVE-50. | 15 de setembre de 1997               | 29 de novembre de 2005                    |
| TVE-50        | TVE-50: El novembre de 2005, un dia després de la desaparició oficial del Canal Nostalgia, naixia a la TDT un canal pràcticament idèntic (TVE-50). Es diferenciava del Nostalgia perquè el seu horari d'emissió era reduït, ja que compartia graella amb el canal infantil Clan, i seguia uns criteris de programació segons el dia de la setmana. | 30 de novembre de 2005               | 1 de gener de 2007                        |
|               | Docu TVE: (antigament coneguda com a Grandes documentales i amb anterioritat com Hispavisión) Canal cultural de divulgació que tenia com a contingut principal el gènere documental. Va desaparèixer el 2009 després d'ésser substituït pel canal Cultural·es, produït per la mateixa TVE i el Ministeri de Cultura. | 10 d'octubre de 1994                 | 23 d'abril de 2009                        |
| Canal Clásico | Canal Clásico: Canal de música clàssica que emetia en plataformes de cable i satèl·lit. Estava prevista la seva fusió amb Cultural·es quan aquest passés a emetre's a la TDT, però en cancel·lar-se el canal, es va cancel·lar aquesta fusió i això va comportar-ne la seva desaparició. El canal estava disponible a través de Digital+ fins que va cessar les seves emissions. | 10 d'octubre de 1994                 | 30 de setembre de 2010                    |
| Cultural.es   | Cultural·es: Canal temàtic cultural creat el 2009 a partir del canal Docu TVE. Emetia en la televisió per cable i satèl·lit, i a partir de l'apagada analògica estava previst que passés a emetre a la TDT absorbint la programació del Canal Clásico. Finalment, es va decidir canviar aquest pla i que La 2 absorbís la programació de Cultural·es. Des d'aquesta absorció, que va comportar la fi d'emissions de Cultural·es i Canal Clásico l'1 de setembre de 2010, La 2 n'emet els seus programes. No obstant això, el tancament definitiu de Cultural·es en totes les plataformes que emetia es va produir l'1 de gener de 2011, amb excepció de Digital+, on va cessar les emissions l'1 de setembre de 2010. | 23 d'abril de 2009                   | 1 de setembre de 2010                     |
| TVE-HD        | TVE HD: Va ser el primer canal alta definició de TVE que emetia a través de la TDT, cable i satèl·lit. Començà les seves emissions el 17 de juny de 2009 a Valladolid, tot i que anteriorment va emetre els Jocs Olímpics de Pekín 2008 a través de Digital+ i Imagenio. El 31 de desembre de 2013 va ser substituït per La 1 HD | 6 d'agost de 2008 17 de juny de 2009 | 29 d'agost de 2008 31 de desembre de 2013 |

## Centres territorials i de producció
A més dels seus estudis de Madrid, TVE té a més dos centres de producció:
- TVE Catalunya, destinat a la producció de programes en català a l'àmbit de Catalunya i d'altres programes a nivell nacional, com Saber y Ganar, així com alguns canals (Teledeporte, TVE HD i La 2). El centre es va fundar a Miramar el 1959, i els seus estudis es troben actualment, i des de 1983,[5] a Sant Cugat del Vallès.
- TVE Canarias, dedicat a la producció de programes per a les illes Canàries i l'adaptació de la programació a causa de la diferència horària en aquestes illes. Fundat el 1964, té la seu a Las Palmas de Gran Canaria i fins al 1971 va tenir autonomia completa en la programació, fins que va poder enllaçar a la Primera Cadena peninsular a través de la xarxa de satèl·lit Intelsat. TVE 2 no va arribar a les illes Canàries fins al 1982.

En la resta de comunitats autònomes espanyoles, TVE té un Centre Territorial encarregat de realitzar l'informatiu de la regió. Els noms, idioma i any de creació de cada informatiu territorial són:
- TVE Canarias: Telecanarias (castellà) 1964
- TVE Andalucía: Noticias Andalucía (castellà) 1974[6]
- TVE Galicia: Telexornal (gallec) 1974[7]
- TVE País Vasco: Telenorte (castellà i Gaurkoak en euskera) 1974[8]
- TVE Comunitat Valenciana: L'informatiu-Comunitat Valenciana (valencià i castellà) 1974[9]
- TVE Asturias: Panorama regional (castellà) 1974[10]
- TVE Madrid: Informativo Madrid (castellà) 1974[11]
- TVE Catalunya: L'informatiu (català) 1975[12]
- TVE Aragón: Noticias Aragón (castellà) 1979[13]
- TVE Balears: Informatiu Balear (català) 1979[14]
- TVE Murcia: Noticias Murcia (castellà) 1980[15]
- TVE Navarra: Telenavarra (en castellà, i Arin Arin, en euskera) 1981[16]
- TVE Castilla y León: Noticias de Castilla y León (castellà) 1982[17]
- TVE Cantabria: Telecantabria (castellà) 1984[18]
- TVE La Rioja: Telerioja (castellà) 1986[19]
- TVE Ceuta: Noticias de Ceuta (castellà) 1987[20]
- TVE Melilla: Noticias de Melilla (castellà) 1987[21]
- TVE Castilla-La Mancha: Noticias de Castilla-La Mancha (castellà) 1989[22]
- TVE Extremadura: Noticias de Extremadura (castellà) 1989[23]

La producció de programació en llengües oficials de comunitats autònomes que no fos el castellà s'inicia amb el començament de la producció de programació en llengua catalana al centre de TVE Catalunya i Balears l'any 1964, quan s'emetien produccions teatrals en català.
El 28 d'octubre de 1974, TVE començà a emetre Aitana, amb seu a València i emissió per a una zona àmplia. Va començar a emetre en castellà, i la seua primera emissió en valencià (i en color) va ser el 27 de juliol de 1976. Tanmateix, l'informatiu d'Aitana es va continuar emetent en blanc i negre fins al mes de març de 1980.
L'any 1974 TVE també va començar a emetre el programa Panorama de Galicia, actual Telexornal (en gallec), i l'any 1975 inicià Euskalerria (en euskera). Entre el 1988 i el 1989 també s'emeté per TVE 2 el primer programa en aranès de la història de TVE, Era lucana d'Aran.
L'any 1966, amb l'inici de les emissions regulars de la Segona Cadena de TVE, també s'hi inicien les desconnexions en català. Al País Valencià (tret del període 1980-1982, en què Tele Murcia s'emeté a TVE 2), com a la majoria de comunitats autònomes (tret de Catalunya, Galícia (a la dècada de 1970), Canàries (a partir de 1982) i Balears), caldrà esperar fins a l'any 1988 perquè la segona cadena de TVE emeta programació en desconnexió.
Entre 1966 i 1982, les Illes Balears rebien l'emissió de TVE 2 de TVE Circuit Català. A partir del 15 de novembre de 1979, TVE Balears va iniciar l'emissió de Panorama Balear. Aquest informatiu substituïa Crònica, que s'emetia de 14:00 h a 14:30 h a Mallorca i Menorca a TVE 1, mentre a Eivissa i Formentera s'emetia a TVE 2, que a la resta de l'Estat no emetia a aqueixa hora. Tanmateix, la resta de programació del Circuit Català, inclòs l'informatiu de TVE 2 Crònica 2, sí es continuaven veient a les Illes Balears.
El 4 de juliol de 1987, aquesta emissió es tornà a rebre a Balears. S'hi emetia l'Informatiu Balear i algun magazín balear quan a TVE Catalunya s'emetia un magazín d'interés català, però la ficció i L’Informatiu Vespre de TVE 2 Circuit Català sí eren emesos a Balears. Amb l'inici de les desconnexions territorials de TVE 2 a tot l'Estat, el 16 d'octubre de 1988, les Illes Balears deixaren de rebre la versió del canal de TVE Circuit Català.
El 2007 les desconnexions a TVE 2 van ser suprimides a totes les comunitats autònomes tret de Catalunya i Canàries.
Després del pla de reestructuració, aquests centres varen perdre una gran quantitat de plantilla, i per tant, d'emissió de programes. el centre de producció més afectat va ser el de Canàries, que passà a treballar només en l'informatiu. Actualment té més programació. La resta de centres territorials (amb excepció de TVE Catalunya) va passar d'emetre dos informatius a un. Aquest retall es va justificar amb el fet que cada Comunitat Autònoma té dos canals de televisió autonòmics, generalment públics.
Antigament, TVE tenia, a més, una antena regional a Guinea Equatorial. El 20 de juliol de 1968, TVE Guinea-Santa Isabel va iniciar la seua programació com a canal independent, tal com passava amb TVE Canarias. La programació es nodria de la de la Primera Cadena, amb emissió d'informatius propis. Després de la independència de Guinea Equatorial, TVE va continuar emetent al país fins al 1970, quan el govern de la dictadura de Francisco Macías tancà la televisió. Després del Cop d'estat de 1979, la televisió tornà a emetre a Guinea Equitorial a partir de l'1 de desembre de 1979, amb la programació de TVE 1 i informatius propis de producció guineana fins a la dècada del 1990.

## Periodistes
Aquí trobareu una llista dels periodistes de TVE
Telediarios
- Pepa Bueno (Telediario 2)
- Ana Blanco (Telediario 1)
- Susana Roza (Telediario Matinal)
- Ana Roldán (Telediario Matinal)
- Ángeles Bravo (avances Telediario 1)
- Rosa Correa (avances Telediario 1)
- Ana Ibáñez Llorente (La Tarde en 24 Horas)
- María Casado (Telediario Fin de Semana)
- Marcos López (Telediario Fin de Semana)

Esports
- Desirée Ndjambo (Telediario 2)
- María Escario (Telediario Fin de Semana)
- Jesús Álvarez (Telediario 1)
- Nico de Vicente (Telediario Matinal)

Realitzadors
- César Abeytua (1978-1983)
- Luis Duque (1990-1993)
- Carlos Rubio (1978-1998)
- José María Fraguas (1983-1988)
- Miguel Cruz (1978-1986)
- Rafael Rodrigo (1986-1988)
- Eugenio Calderón (1994-1999)
- Pedro Ricote (1980-1983)

Informatius
- Carlos del Amor
- Beatriz Ariño
- Almudena Ariza
- Luis de Benito
- Vicente Luis Botín
- Juan Cuesta
- Baltasar Magro
- María Oña
- Mayte Pascual
- Pilar Requena
- Vicente Romero
- Sagrario Ruiz de Apodaca
- Felipe Sahagún
- Elena Sánchez
- Esteban Sánchez-Ocaña
- José María Siles
- Mara Torres
- Marta Jaumandreu

Meteorologia
- Mònica López
- José Antonio Maldonado (jubilat)
- Paco Montesdeoca (jubilat)
- Marta García
- Ana de Roque
- Marta Jaumandreu
- Albert Barniol
- Albert Martínez
- Ana Belén Roy
- Conchín Fernández
- Izaskun Ruiz

Programes
- Pilar G. Muñiz
- Mariló Montero
- Miguel Ángel Leiras
- Inés Ballester
- Mercedes Torre
- Anne Igartiburu
- Diana Arias Mangas
- Eduard Punset
- Jordi Hurtado
- Fernando Ónega
- Carlos Sobera

## Audiències
Evolució de la quota de pantalla mensual, segons els mesuraments d'audiència elaborats a Espanya per TNS.
| Any  | Gener | Febrer | Març  | Abril | Maig  | Juny  | Juliol | Agost | Setembre | Octubre | Novembre | Desembre | Mitjana anual |
| ---- | ----- | ------ | ----- | ----- | ----- | ----- | ------ | ----- | -------- | ------- | -------- | -------- | ------------- |
| 1990 | 82,6% | 79,6%  | 75,8% | 74,7% | 72,8% | 72,8% | 71,7%  | 70,0% | 68,8%    | 69,0%   | 66,6%    | 65,3%    | 73,4%         |
| 1991 | 64,6% | 63,2%  | 60,5% | 58,5% | 59,1% | 58,0% | 54,6%  | 52,6% | 53,2%    | 55,4%   | 53,0%    | 52,5%    | 57,2%         |
| 1992 | -     | -      | -     | -     | -     | -     | -      | -     | -        | -       | -        | -        | 45,4%         |
| 1993 | 40,0% | 41,4%  | 41,6% | -     | -     | -     | -      | -     | -        | -       | -        | -        | 39,4%         |
| 1994 | -     | -      | -     | 36,1% | -     | -     | -      | -     | -        | -       | -        | -        | 37,4%         |
| 1995 | -     | -      | -     | -     | -     | -     | -      | -     | 37,2%    | -       | 35,5%    | -        | 36,8%         |
| 1996 | 36,1% | 36,2%  | 37,3% | 35,9% | 35,3% | 35,8% | 40,5%  | -     | 34,8%    | 33,9%   | 34,5%    | -        | 35,9%         |
| 1997 | 33,1% | 32,8%  | 33,7% | 32,6% | 32,5% | 33,4% | 36,8%  | -     | -        | 33,6%   | 33,8%    | 35,3%    | 34,4%         |
| 1998 | 35,4% | 34,2%  | 33,5% | 33,8% | 33,7% | 35,0% | 34,9%  | 35,4% | 34,3%    | 34,5%   | 34,2%    | 33,9%    | 34,4%         |
| 1999 | 33,7% | 33,0%  | 32,6% | 33,2% | 33,2% | 31,7% | 32,9%  | 35,9% | 33,2%    | 32,6%   | 32,5%    | 32,1%    | 33,0%         |
| 2000 | 32,9% | 32,2%  | 31,9% | 32,1% | 30,9% | 31,7% | 32,1%  | 33,6% | 33,4%    | 32,3%   | 32,3%    | 33,7%    | 32,4%         |
| 2001 | 33,4% | 33,0%  | 33,3% | 31,8% | 32,1% | 30,0% | 31,9%  | 32,2% | 32,6%    | 32,4%   | 33,3%    | 34,6%    | 32,6%         |
| 2002 | 34,0% | 35,2%  | 32,3% | 32,0% | 31,9% | 30,3% | 32,9%  | 31,8% | 32,2%    | 32,6%   | 31,6%    | 32,0%    | 32,4%         |
| 2003 | 31,4% | 31,1%  | 30,2% | 30,7% | 31,0% | 30,6% | 30,5%  | 30,5% | 30,7%    | 30,7%   | 30,5%    | 29,6%    | 30,6%         |
| 2004 | 29,6% | 28,6%  | 29,3% | 29,4% | 29,4% | 28,4% | 27,7%  | 30,8% | 26,3%    | 25,5%   | 26,5%    | 27,3%    | 28,2%         |
| 2005 | 25,7% | 25,4%  | 24,6% | 25,5% | 24,6% | 26,0% | 25,7%  | 25,6% | 25,4%    | 25,6%   | 25,6%    | 24,3%    | 25,4%         |
| 2006 | 24,1% | 24,0%  | 24,0% | 23,8% | 23,5% | 21,6% | 21,7%  | 21,8% | 22,9%    | 23,2%   | 22,5%    | 23,7%    | 23,1%         |
| 2007 | 23,3% | 22,8%  | 22,4% | 22,1% | 21,4% | 21,5% | 22,3%  | 22,6% | 21,3%    | 22,0%   | 22,2%    | 22,5%    | 22,2%         |
| 2008 | 21,9% | 21,2%  | 22,1% | 21,9% | 22,6% | 20,9% | 22,8%  | 26,2% | 21,9%    | 22,3%   | 22,1%    | 22,7%    | 22,4%         |
| 2009 | 22,7% | 22,7%  | 22,4% | 21,6% | 22,2% | 20,9% | 22,4%  | 22,1% | 21,8%    | 22,6%   | 23,3%    | 23,5%    | 22,4%         |
| 2010 | 25,6% | 23,6%  | 22,9% | 23,8% | 24,5% | 24,0% | 25,1%  | 25,3% | 23,8%    | 22,4%   | 22,5%    | -        | 24,0%         |
| 2011 | %     | %      | %     | %     | %     | %     | %      | %     | %        | %       | %        | -        | %             |